# Glucosio-6-fosfato deidrogenasi
La glucosio-6-fosfato deidrogenasi (G6PD) è l'enzima che catalizza la prima reazione della via dei pentoso fosfati:
D-glucosio 6-fosfato + NADP+ ⇄ D-glucono-1,5-lattone 6-fosfato + NADPH + H+
Tale reazione è la prima della via dei pentoso fosfati. È una reazione ossidativa ed irreversibile, che ha lo scopo di trasformare il glucosio 6 fosfato a glucunolattone. Quest'ultimo a sua volta, per intervento di una lattonasi, si trasformerà formando l'acido 6-fosfogluconico.

## Funzionamento
La G6PD, nella prima tappa della via, catalizza la deidrogenazione del glucosio-6-fosfato a 6-fosfoglucono-Δ-lattone, utilizzando come cofattore una molecola di NADP+ (Nicotinammide Adenin Dinucleotide Fosfato) che preleva gli equivalenti riducenti dal carbonio 1 del glucosio-6-fosfato. Dunque in questa reazione si genera NADPH + H+, il quale è un riducente importantissimo in processi anabolici quali la biosintesi degli acidi grassi e del colesterolo, ma anche come cofattore di enzimi che catalizzano la detossificazione di specie reattive perossidanti come il perossido di idrogeno (H2O2). Il NADPH, infatti, è coenzima della catalasi, enzima che detossifica il perossido di idrogeno ad acqua e ossigeno molecolare, ma ha anche un altro essenziale ruolo. La detossificazione del perossido di idrogeno ad acqua può infatti essere catalizzata da un altro enzima, detto glutatione perossidasi, in cui il glutatione riduce l'acqua ossigenata ossidandosi; per rigenerare enzima attivo dopo ogni reazione di detossificazione, il glutatione della perossidasi deve essere di nuovo ridotto, e questo compito è assolto dal NADPH il quale cede i propri equivalenti riducenti al glutatione riducendolo.
In specifici casi, la G6PD è in grado di agire con una velocità di reazione molto ridotta anche sul β-D-glucosio o su altri zuccheri. In determinate condizioni, è anche in grado di ridurre il NAD+ invece che il NADP+.

## Carenza
In caso di carenza genetica di G6PD, condizione nota come favismo, la prima reazione della via del pentosio fosfato non è svolta efficientemente, per cui si crea una carenza di NADPH. Da ciò deriva l'impossibilità di riportare ogni volta il glutatione della perossidasi in forma ridotta, cosicché diventa difficile la detossificazione di specie reattive perossidanti come l'acqua ossigenata ed altri radicali derivanti da farmaci (antimalarici, sulfamidici) o anche da un agente tossico contenuto nelle fave, la divicina.
In caso di contatto con questi tossici, i soggetti favici, vengono esposti ad altissimo stress ossidativo, a cui vanno particolarmente soggette le membrane cellulari. Il danno maggiore è subito dagli eritrociti, i quali vanno incontro a lisi, con liberazione di emoglobina in circolo e conseguente possibilità di ittero: si ha una crisi emolitica. Per questo è importante che persone affette da favismo non vengano mai a contatto, né diretto né indiretto, con fave fresche, ed anche che non gli vengano somministrati determinati farmaci; nel caso ciò succedesse, la crisi emolitica scatenata potrebbe in breve condurre a morte.

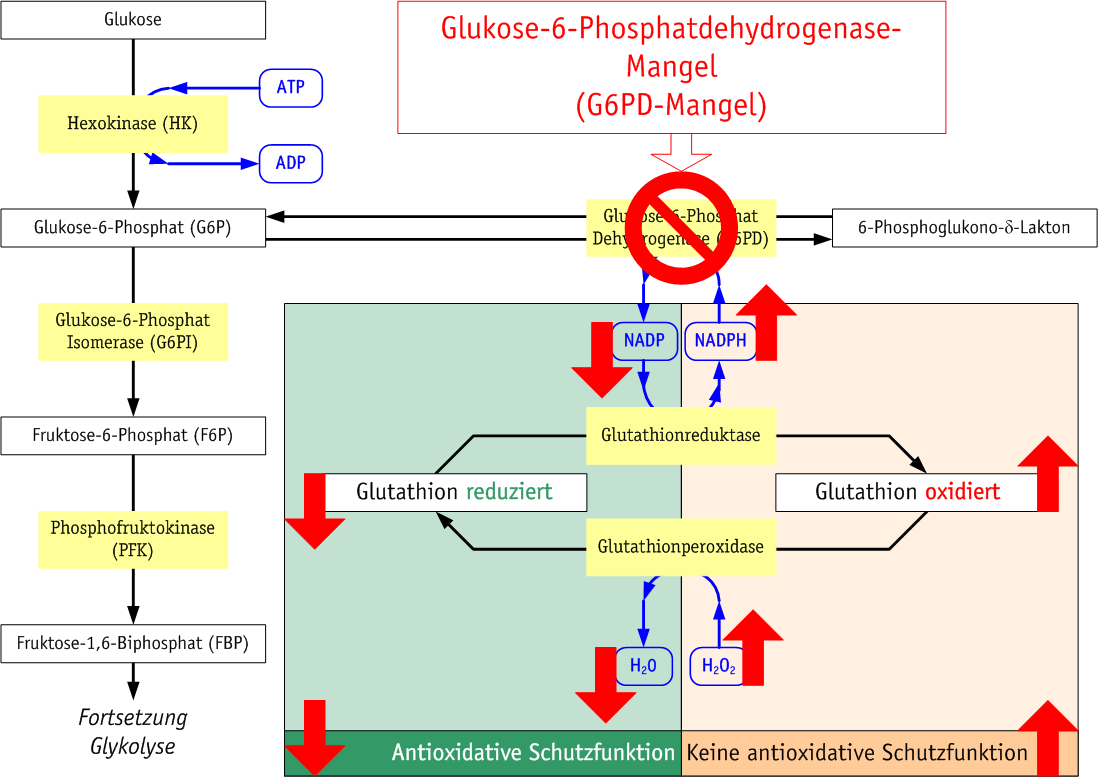
Metabolismo del glutatione, condizione di deficienza del G6PD

## Regolazione dell'enzima
L'enzima può essere soggetto a regolazione a diversi livelli.
Suoi inibitori allosterici sono l'AMP e l'ADP ed un suo prodotto di reazione, il NADPH. Può essere modulata anche dall'intermedio palmitoil-coenzima A e dalle concentrazioni di anioni pirofosfato. Gli anioni vanadato inibiscono l'enzima in modo competitivo, mentre l'unico inibitore non-competitivo noto è lo steroide endogeno deidroepiandrosterone (ne esistono anche dei derivati più potenti), usato nei laboratori di biochimica per lo studio dell'enzima.
In presenza di uno stato diabetico, le alte concentrazioni cellulari o tissutali di glucosio portano all'inibizione dell'enzima attraverso la sua fosforilazione mediata dalla chinasi AMP ciclico-dipendente (PKA). A livello endoteliale, invece, l'enzima può essere fosforilato su tirosina dalla chinasi proto-oncogenica c-Src. Questo processo sembra possa servire ad alcune delle azioni molecolari del fattore di crescita dell'endotelio vascolare (vascular endothelial growth factor, VEGF) per promuovere l'angiogenesi.
Infine, l'enzima è naturalmente indotto dall'insulina attraverso l'ausilio della via metabolica della chinasi dipendente dai fosfoinositidi (PI-3K) e dalla chinasi mitogenica MTOR. Il processo, infatti, è sensibile all'inibitore di questa chinasi, l'immunosoppressore rapamicina.

## Le varianti alleliche dell'enzima
La carenza da G6PD è classificata fenotipicamente su base percentuale di attività enzimatica: questa eterogeneità clinica ha un fondamento su base genetica in quanto mutazioni differenti stanno alla base di questa differente manifestazione del tratto.
- G6PD B rappresenta l'allele wild type del gene.
- G6PD A+ è data da una transizione A>G che causa la sostituzione di una asparagina con acido aspartico, che si localizza a 142 posizioni aminoacidiche dalla estremità N-terminale dell'enzima.
- G6PD A-